# Emili Sindlev
Emili Sindlev er dansk stylist, model og influencer.
Sindlev gik i gymnasiet på Øregård Gymnasium i Hellerup.
I 2018 vandt Emili Sindlev prisen som "Årets Stilikon" ved Elle Style Awards, en pris som tidligere er vundet af Medina og Pernille Teisbæk.
Emili arbejder som stylist på Euroman og for Go' Morgen Danmark og Go' Aften Danmark.
Emili Sindlev deltog i 2020 i sæson 17 af Vild med dans, hvor hun dansede med den professionelle danser Mads Vad. Parret indtog fjerdepladsen i konkurrencen.